# Nowe Sadłuki (powiat braniewski)
Nowe Sadłuki (niem. Neu Sadlucken) – osada w Polsce położona w województwie warmińsko-mazurskim, w powiecie braniewskim, w gminie Frombork.
W latach 1975–1998 miejscowość administracyjnie należała do województwa elbląskiego.
Powierzchnia miejscowości wynosi 7,2103 km² i jest zamieszkiwana przez 67 osób (stan na 2004 rok). Do 2002 roku Nowe Sadłuki stanowiły osiedle Wielkiego Wierzna.